# 芋圓
芋圓（うえん、ユーユェン、繁体字中国語: 芋圓、白話字：Ō͘-îⁿ（オーイー）、芋の団子を意味する）は、里芋から作る伝統的な台湾の菓子である。台湾ではほぼ全土で見られる料理であり、その中でも新北市九份の芋圓が有名である。
芋圓は蒸して柔らかくし潰した里芋に水及びサツマイモの粉もしくはジャガイモの粉を混ぜて成形し、再度茹でて作る。芋の食感はサツマイモの粉を使うと弾力のあるもの、ジャガイモの粉を使用すると柔らかいものが出来上がる。潰した里芋の色により、芋圓の色は紫もしくは灰色のものがある。里芋の代わりに潰したサツマイモや潰した緑豆を使用して作る料理もあり、それぞれ「地瓜圓」（地瓜はサツマイモを意味する）もしくは「綠豆圓」（緑豆圓）という名前で販売されている。
芋圓は冷たいもしくは温かいシロップをかけて供される。豆花や刨冰のような他の台湾の菓子の上に芋圓を添えて供されるデザートも人気がある。
この他、彰化県には蒸し上げた後に薄切りにした里芋にジャガイモ粉を加えて練り、これに豚の細切れ肉を包んで蒸し上げた鹿港芋圓という地方料理がある。